# Карпович, Максим Петрович
Макси́м Петро́вич Карпо́вич (бел. Максім Пятровіч Карповіч; 27 февраля 1986, Лида, Белорусская ССР, СССР) — белорусский футболист, полузащитник.

## Биография
Воспитанник витебского футбола. В чемпионате Беларуси играл в командах «Славия» (Мозырь), «Нафтан», «Савит», «Днепр» (Могилёв), «Торпедо-БелАЗ», «Белшина», «Гранит» (Микашевичи).
Весной 2011 года перешёл в украинскую команду «Ворскла» (Полтава). Сыграл три матча в Премьер-лиге за 11 туров. Желая иметь постоянную игровую практику, попросил тренера, чтобы ему предоставили статус свободного агента. Тренер и клуб согласились.
В январе 2014 года подписал контракт с «Витебском». В первой половине сезона 2015 был основным игроком команды, однако с августа потерял место на поле.
В январе 2016 года принял решение о завершении профессиональной карьеры.